# Bonusfamilie
Bonusfamilie ist eine deutsche sechsteilige Fernsehserie der Regisseurin Isabel Braak zu einem Drehbuch von Antonia Rothe-Liermann, die von der Good Friends Filmproduktions für Das Erste produziert wurde und eine Neuverfilmung der schwedischen Dramedyserie Bonusfamiljen. Die Serie war ab dem 13. November 2019 in der ARD-Mediathek abrufbar und wurde im selben Monat zur Hauptsendezeit im  Ersten gezeigt.

## Handlung
Lisa reicht die Scheidung von ihrem Mann Martin ein, mit dem sie zwei Kinder hat, um mit dem ebenfalls noch verheirateten Lehrer Patrick ein neues Leben zu führen. Da auch Patrick einen Sohn mit in die Familie bringt, gibt es zahlreichen Reibereien unter den Kindern und Erwachsenen. So werden die Kinder aus den beiden Ehen zwischen den getrenntlebenden Eltern aufgeteilt. Patricks schüchterner und zurückhaltender Sohn William (von seiner Mutter „Fröschlein“ genannt) muss sich ein Zimmer mit dem gleichaltrigen Eddie aus der Ehe mit Lisa und Martin teilen.

## Drehorte
Die Serie wurde vom 11. April 2019 bis zum 4. Juli 2019 unter anderem an Schauplätzen in Berlin und Brandenburg  gedreht.